# Japan Railways Group
Japan Railways Group (JRグループ?, Jeiāru Gurūpu), conosciuta anche come JR Group è la più importante società ferroviaria giapponese. È formata da sette compagnie regionali che possiedono e gestiscono la maggior parte dei servizi ferroviari del paese. 

## Storia
Nel 1987 la situazione della Japanese National Railways era disastrosa, la compagnia infatti aveva debiti per un totale di oltre 25.000 miliardi di Yen (oltre 200 miliardi di USD) e si trovava nella totale impossibilità di fornire servizi adeguati. La Dieta Nazionale del Giappone scelse di dividere e privatizzare l'azienda.
Il 1º aprile la compagnia venne divisa e separata ufficialmente, le compagnia figlie che si originarono nel processo iniziarono le loro operazioni singolarmente, tuttavia la privatizzazione delle varie parti del gruppo non venne avviata immediatamente ma cominciò solo nei primi anni novanta.

## Proprietà
JR East, JR Central e JR West sono collocate sul mercato azionario e le azioni sono interamente sul mercato o in mano ad investitori privati. Al contrario JR Hokkaido, JR Shikoku, JR Kyushu e JR Freight sono tuttora in mano allo stato tramite una società indipendente dal governo chiamata Japan Railway Construction, Transport and Technology Agency.

## Rete
Quasi tutte le compagnie possiedono e gestiscono Shinkansen.
JR ha mantenuto la stessa rete nazionale ereditata dalla JNR. Le compagnie hanno profondi accordi che consentono ai passeggeri di attraversare più regioni senza cambiare treni o acquistare nuovi biglietti.
Il sistema di gestione dei biglietti è rimasto fondamentalmente invariato rispetto alla JNR, è stato però affiancato da un sistema di prenotazione elettronica chiamato MARS.
Esistono agevolazioni chiamate Japan Rail Pass regionali o nazionali.

## Suddivisione
Il gruppo è composto da nove compagnie, sei di queste si occupano del trasporto di passeggeri e sono organizzate su base regionale mentre la settima si occupa di trasporto di merci e agisce in modo unitario su tutto il territorio nazionale, altre due compagnie del gruppo non si occupano di trasporti. A differenza delle succursali regionali di altri gruppi industriali quelle del JR Group possiedono una autonomia ed indipendenza totale tra loro, infatti non esiste un quartier generale comune e non esiste un consiglio direttivo globale che indirizza tutte le compagnie su una politica imprenditoriale comune.
Le sei compagnie adibite al trasporto passeggeri operano su base regionale e hanno il completo controllo della loro zona rispetto alle compagnie gemelle (esistono però diverse linee private indipendenti dalla JR), nonostante questa forte indipendenza le compagnie collaborano per le tratte che attraversano più regioni, gestendo ognuna il tratto di linea e di servizio che le compete. Alcune di queste sei aziende sono a loro volta suddivise in entità locali più piccole.
La settima compagnia si chiama Japan Freight Railway Company e si occupa del trasporto merci sulle reti precedentemente di proprietà della JNR.
Il gruppo comprende inoltre due compagnie chiamate Railway Technical Research Institute e Railway Information Systems Co., Ltd., la prima si occupa di ricerca e sviluppo mentre la seconda si occupa di fornire servizi logistici alle compagnie ferroviarie operanti sul territorio
| Settore    | Nome                                        | Logo / Colore  | Mercato              | Zona                       |
| ---------- | ------------------------------------------- | -------------- | -------------------- | -------------------------- |
| Passeggeri | Hokkaido Railway Company (JR Hokkaidō)      | Verde chiaro   | Non quotata          | Hokkaidō                   |
| Passeggeri | East Japan Railway Company (JR East)        | Verde scuro    | Borsa di Tokyo: 9020 | Tōhoku, Kantō, Kōshin'etsu |
| Passeggeri | Central Japan Railway Company (JR Central)  | Arancione      | Borsa di Tokyo: 9022 | Tōkai                      |
| Passeggeri | West Japan Railway Company (JR West)        | Blu            | Borsa di Tokyo: 9021 | Hokuriku, Kansai, Chūgoku  |
| Passeggeri | Shikoku Railway Company (JR Shikoku)        | Azzurro        | Non quotata          | Shikoku                    |
| Passeggeri | Kyushu Railway Company (JR Kyūshū)          | Rosso          | Non quotata          | Kyūshū                     |
| Merci      | Japan Freight Railway Company (JR Freight)  | Grigio         | Non quotata          | Nazionale                  |
| Ricerca    | Railway Technical Research Institute (RTRI) | Viola          | Non quotata          | Nessuna                    |
| Logistica  | Railway Information Systems Co., Ltd.       | Rosso Bordeaux | Non quotata          | Nazionale                  |